# Gora Dondygul
Gora Dondygul är ett berg i Kazakstan.   Det ligger i oblystet Qaraghandy, i den centrala delen av landet, 400 km sydväst om huvudstaden Astana. Toppen på Gora Dondygul är 757 meter över havet.
Terrängen runt Gora Dondygul är huvudsakligen platt, men den allra närmaste omgivningen är kuperad. Gora Dondygul är den högsta punkten i trakten. Trakten runt Gora Dondygul är nära nog obefolkad, med mindre än två invånare per kvadratkilometer. Trakten runt Gora Dondygul består i huvudsak av gräsmarker.